# Maršal (sastav)
Maršal je hrvatski autorski glazbeni sastav iz Sinja koji svira hard rock. Sve pjesme i spotove snimaju dvojezično i to na hrvatskome i engleskome jeziku.

## Povijest sastava
Maršal započinje sa svojim djelovanjem u jesen 2010. Sastav čine petorica prijatelja istomošljenika u glazbi - Josip Horvat (ritam gitara), Jerko Kovačić (bubnjevi), Pavle Ćosić (vokal), Filip Čović (solo gitara) i Vladimir Jurišić (bas-gitara). Želja za stvaralaštvom i autorskim radom prevladava, te Maršal u kolovozu 2011. godine izdaje svoj prvi singl "Plašt" za koji je snimljen i spot. Tijekom 2011. godine Maršal je nastupio na nekoliko domaćih festivala. Godine 2012. donosi pregršt zbivanja. Maršal prvi put svira u inozemstvu (München, Njemačka). Krajem svibnja 2012. sastav napušta Bruno Vujanović. Njegovo mjesto preuzima Pavle Ćosić, koji je dugogodišnji prijatelj članova sastava. Godina 2012. za sada je najvažnija u kratkoj povijesti jer ih je izabrao menadžment Guns N' Rosesa za predgrupu na koncertu Guns N' Rosesa u Spaladium Areni u Splitu. Prvi album najavljen je pjesmom Dante. U studenome 2012. potpisali su za izdavačku kuću Dancing Bear te izdaju svoj prvi album naziva Revolt.

## Diskografija

### Albumi
- 2013. Revolt

## Vanjske poveznice
- Maršal - službene stranice sastava  Arhivirana inačica izvorne stranice od 15. prosinca 2013. (Wayback Machine)